# 三刀屋宗忠
三刀屋 宗忠（みとや むねただ）は、戦国時代の武将。尼子氏の家臣。

## 概要
生年は不明。御手廻衆で、『尼子分限帳』によれば備中国に10,140石を領していたとされる。
三刀屋久祐に代表される三刀屋氏とは別系統で、出雲飯石郡の国人・三沢氏の一族であるという。
天文9年（1540年）に、尼子詮久による毛利元就が篭る吉田郡山城攻めに従軍した（吉田郡山城の戦い）。
永禄9年（1566年）に毛利氏により尼子氏が滅ぼされる（月山富田城の戦い）と、上洛して尼子勝久の側近となる。
元亀元年（1570年）6月3日、志道左馬助が篭る勝間城を攻めて討ち死にした。